# Osintchani
Osintchani (en macédonien Осинчани) est un village du nord de la Macédoine du Nord, situé dans la municipalité de Stoudenitchani. Le village comptait 1 habitant en 2002.

## Démographie
Lors du recensement de 2002, le village comptait :
- Macédoniens : 1